# Bataille de la baie de Vyborg (1944)
Pour les articles homonymes, voir Bataille de la baie de Vyborg.
Guerre de Continuation de la Seconde Guerre mondiale
Batailles
1941
- Carélie du Ladoga
- Isthme de Carélie
- Carélie orientale
- Silberfuchs
  - Renntier
  - Platinfuchs
  - Polarfuchs
- Kirkenes et Petsamo
- Hanko
- Bengtskär
- Porlampi

1942
- Suursaari
- Someri

1944
- Vyborg-Petrozavodsk
  - Tienhaara
  - Tali-Ihantala
  - Île de Nerva
  - Baie de Vyborg
  - Vuosalmi
  - Nietjärvi
  - Ilomantsi
  - Hokki

Campagnes de la mer Baltique
La bataille de la baie de Vyborg (en finnois : Viipurinlahden taistelu) est un affrontement de la guerre de Continuation, s'étant déroulé du 30 juin au 10 juillet 1944 dans la baie de Vyborg pendant la Seconde Guerre mondiale, ayant opposé l'Union soviétique, l'Allemagne et la Finlande, dans le contexte de l'offensive soviétique de 1944 contre la Finlande.

## Contexte
L'offensive soviétique contre la Finlande débute le 10 juin et réussit à percer les lignes défensives finlandaises à Valkeasaari et Kuuterselkä le 15 juin. Cela force les forces finlandaises sur l'isthme de Carélie à se retirer sur la ligne VKT encore incomplète. Bien qu'ayant capturé Viborg le 20 juin, l'offensive principale soviétique est stoppée dans la défense obstinée finlandaise de la région de Tali-Ihantala. Malgré de violents combats et l'utilisation de nouvelles réserves, la ligne VKT tient le coup, obligeant le front de Léningrad à chercher des itinéraires alternatifs pour dépasser les défenses finlandaises. Le front de Léningrad suivra à peu près le même plan que lors de la guerre d'Hiver et prévoira de traverser la baie de Vyborg.

## Ordre de bataille

### Soviétique
Les forces soviétiques ayant pris part à la bataille font partie du front de Léningrad sous le commandement de Leonid Govorov. L'attaque à travers la baie de Vyborg est confiée à la 59e armée (Ivan Korovnikov) à laquelle est subordonné le XXXXIIIe corps de fusiliers. Les forces d'infanterie impliquées dans l'offensive sont les 124e et 224e divisions de fusiliers, la 80e division de fusiliers étant gardée en réserve. Seuls quelques chars soviétiques sont affectés au soutien de l’offensive. Plusieurs régiments d'artillerie sont affectés à l'offensive, bénéficiant également du soutien aérien de la flotte de la Baltique et de ses forces navales légères, ainsi que du 260e régiment d'infanterie navale.

### Finlandais
Initialement, les forces responsables de la défense sont regroupés dans le 22e régiment d'artillerie côtière de la brigade côtière de la baie orientale de Finlande (Enkainen), sous le commandement du commandant de la marine finlandaise, et des parties de la brigade de cavalerie (Tähtinen) du Ve corps finlandais. Le 22e régiment d'artillerie côtière et la 122e division d'infanterie allemande (Breusing) nouvellement arrivée sont par la suite subordonnés au Ve corps finlandais. Une grande partie de la marine finlandaise soutiendront les opérations défensives.

## La bataille
Initialement, les îles de la baie de Vyborg sont bien défendues, la garnison finlandaise des îles Koivisto empêchant les forces navales soviétiques d'accéder à la baie. La flotte soviétique de la Baltique débarque une petite force d'assaut sur les îles, mais la garnison finlandaise réussit à contenir la tête de pont. Néanmoins, le quartier général finlandais estime qu'il sera impossible de maintenir les troupes dans les îles approvisionnées étant donné la suprématie aérienne soviétique, et retire ses forces des îles sans opposition. Cela permet à la flotte de la Baltique d'entrer en toute sécurité dans la baie.

### 30 juin et1erjuillet: premiers assauts
Les batailles dans la baie de Vyborg débutent le 30 juin par la tentative de capture des îles de Teikari et de Melansaari par la 224e division de fusiliers soviétique.
Le 3e bataillon du 185e régiment de fusiliers de la 224e division débarque à Teikari depuis des navires de la région de défense navale de Cronstadt tard dans la soirée du 30 juin, après une marche à pied de cinquante kilomètres ayant épuisé les troupes. Le groupe d'artillerie est toujours en marche et ne peut offrir un soutien efficace. Les Soviétiques procèdent à des bombardements d'artillerie et aériens sur l'île. Sous couvert d'un écran de fumée, le bataillon débarque dans les parties sud et est de l'île et ne rencontre initialement pas de sérieuse résistance finlandaise. Cependant, les défenseurs finlandais transportant trois compagnies sur l'île finissent par contre-attaquer de trois côtés. Au matin du 1er juillet, le bataillon soviétique épuise ses munitions et perd le contact radio. Après d'intenses combats nocturnes, les défenseurs finlandais anéantissent quasi-entièrement la force de débarquement soviétique, les navires de la flotte de la Baltique étant incapables de fournir un soutien. Les pertes finlandaises s'élèvent à 117 hommes tués et blessés ; côté soviétique, les pertes s'élèvent à 326 hommes tués et capturés (selon les Finlandais).
Les débarquements soviétiques ne s'en sortent pas mieux près de Vyborg. Les 1er et 2e bataillons du 185e régiment sont chargés de s'emparer des îles de Ravansaari, Esisaari et Suonionsaari. Les compagnies de fusiliers commencent à traverser la baie de Trongzundsky par des moyens improvisés le 30 juin à 22 h 30. La 3e compagnie de fusiliers, traversant la partie sud-est de Ravansaari, subit des tirs intenses l'empêchant de débarquer et est obligé de se replier vers ses positions de départ après avoir perdu 75 % de son personnel. La 2e compagnie de fusiliers réussit à prendre la partie sud de Ravansaari au prix de 35 % de pertes. La 1re compagnie de fusiliers commence à traverser depuis le quai vers Suonionsaari. Deux bateaux réussissent à s'introduire dans le chenal et à débarquer leurs troupes. Dans la soirée du 1er juillet, six autres navires des 1re et 4e compagnies traversent le canal. Les 5e et 6e compagnies restent en réserve sur la rive soviétique et se préparent au débarquement.
Le 1er juillet, les compagnies du 185e régiment sont incapables d'éliminer les défenseurs finlandais de Ravansaari et Suonionsaari. Lorsque la destruction de la force de débarquement de Teikari est révélée, le commandant de la 224e division, le colonel Fiodor Bourmistrov, décide de suspendre l'opération et de préparer minutieusement les prochains débarquements. Le 2 juillet à 15 h 50, un nouvel ordre d'offensive est prêt, stipulant que les trois régiments de la division devront s'emparer des quatre îles en coopération avec les navires de la région de défense navale de Kronsstandt. L'offensive est reportée au 4 juillet, faute de temps pour l'entraînement de l'offensive et l'organisation de la coopération avec la marine, l'artillerie et l'aviation.

### 4 juillet
Après un long bombardement d'artillerie et aérien, les 143e et 185e régiments traversent Suonionsaari et Ravansaari et, dans la soirée du 4 juillet, prennent le contrôle total des îles. Les régiments sont soutenus par cinq chars T-26 débarqués sur Suonionsaari.
Le 160e régiment débarque sur Teikari, mais plusieurs navires de débarquement perdent leurs repères dans l'écran de fumée et débarquent par erreur les 7e et 8e compagnies sur l'île voisine de Melansaari. Renforcés depuis le continent, les défenseurs finlandais anéantissent ces deux compagnies, quelques survivants s'enfuyant en nageant vers Teikari. À l'approche de Teikari même, un cotre heurte une mine, tuant la quasi totalité du quartier général du 160e régiment, y compris son chef d'état-major. La compagnie de mortiers régimentaire est perdue lorsque son navire est également victime d'une mine marine. Le commandant du régiment, le major S. N. Iline, débarque par erreur sur une île sans nom à l'est de Teikari. Peu de temps après, le commandant de débarquement, le capitaine de 2e rang Guerassimov, est  tué lorsque son chasseur de sous-marins BMO-503 heurte une mine. Les cotres transportant les cinq chars T-26 affectés à l'appui au débarquement font demi-tour et ne tentent aucun débarquement. Ces événements affaiblissent le groupe d'assaut soviétique et entraîne une perte de commandement et de contrôle.
Néanmoins, le 160e régiment dégage une partie de Teikari. Les premières équipes de débarquement soviétiques débarquent sur la rive est à 10 h 50. Le 2e bataillon de fusiliers dégage la rive sud de l'île et consolide ses positions. Le 1er bataillon de fusiliers fait face à une résistance finlandaise soutenue dans la partie nord de l'île et une contre-attaque le force à reculer vers la baie, dans la partie orientale de l'île. Les deux camps subissent de lourdes pertes et quasi tous les officiers finlandais sont tués au combat, laissant le caporal Viljo Vyyryläinen aux commandes. Dans la journée, les Finlandais renforcent la défense de Teikari avec la 3e compagnie et la 2e compagnie de mitrailleuses du 7e bataillon de défense côtière. Ces nouvelles unités passent à l'offensive mais s'arrêtent au milieu de l'île après la perte du commandant de la 3e compagnie, le capitaine Lars Westerholm. Dans la nuit du 4 au 5 juillet, un groupe d'assaut dirigé par le capitaine Salomaa (comptant 110 soldats armés de mitraillettes et quarante sapeurs) débarque, et le commandant du 1er bataillon côtier motorisé, le major Kauko Miekkavaara, arrive sur zone pour vérifier la situation et corriger les tirs d'artillerie. Miekkavaara sera tué lors d'une attaque tôt le matin. Sous le couvert d'un écran de fumée, les troupes finlandaises reprennent l'offensive. À la suite de combats soutenus, des éléments du 160e régiment sont repoussés vers le rivage, près de la localité, où 50 soldats sont secourus dans l'eau par les navires de la flotte de la Baltique. Un deuxième petit groupe se retire à l'extrémité sud-est de l'île, après une ultime bataille sur les falaises. Le 160e régiment est quasiment anéanti, seul 82 hommes revenant sur les 1 136 impliqués dans le débarquement. Le régiment perd quatre canons antichar de 45 mm, quatre canons régimentaires et six mortiers de 120 mm sur Teikari.

### 5 juillet
La troisième tentative de débarquement soviétique sur Teikari débute le matin du 5 juillet. Le 406e régiment de la 124e division embarque sur neuf cotres et neuf torpilleurs avec mortiers et artillerie. Deux bataillons débarquent dans la partie nord-est de l'île et, malgré les tirs finlandais et les mines sur le rivage, réussissent à sécuriser une tête de pont. Les navires de débarquement du 3e bataillon subissent de puissants tirs d'artillerie finlandaise. Par erreur, le bataillon débarque sur l'îlot sans nom à l'est de Teikari et essuie immédiatement des tirs de mitraillettes à courte portée. Selon des rapports finlandais, tous ceux ayant tenté de rejoindre Teikari à la nage depuis l'îlot sont tués dans l'eau par des tirs de mitraillette. Seule une petite partie du bataillon est débarquée sur Teikari avec le commandant du régiment, le lieutenant-colonel Golovine.
À 13 h 00, le 1er bataillon du 622e régiment de la 124e division débarque dans la partie sud de Teikari. Le bataillon est soutenu par trois chars T-26, un autre ayant été perdu lors du débarquement. Le colonel Mikhaïl Papchenko, commandant de la 124e division, met pied à terre pour diriger les opérations sur l'île. À 20 heures, le débarquement soviétique a dégagé l'île. Pendant le combat, les compagnies de la 124e division se sont associées aux restes du 160e régiment de fusiliers qui s'étaient accrochés aux rochers de la partie sud-est de l'île pendant plus d'une journée. Au cours de la bataille, plus de trente soldats capturés de la 160e sont libérés. Les unités soviétiques capturent neuf canons, 47 mitrailleuses, 100 mitraillettes et plus de 500 fusils, ainsi que 36 soldats et un officier, un commandant de compagnie. Dans la soirée du 5 juillet, le 2e bataillon du 406e régiment s'empare de Melansaari. Les Finlandais estiment leurs pertes dans les batailles de Teikari à 300 tués et 530 blessés et disparus.
Les 4 et 5 juillet, la marine finlandaise, appuyée par plusieurs barges allemandes de la Marinefährprahm, effectue plusieurs raids dans la baie de Viborg pour tenter de perturber les débarquements soviétiques sur les îles. La forte résistance soviétique de l'artillerie côtière, des nombreuses vedettes lance-torpilles à moteur (MTB) et de l'armée de l'air soviétique force les Finlandais à se retirer sans atteindre la zone cible prévue. Bien qu'aucun des navires finlandais ne sera coulé, la plupart d'entre eux ont subi des pertes parmi leurs équipages et ont été gravement endommagés, nécessitant des réparations immédiates. Cette situation contraint effectivement les forces navales finlandaises à se retirer de la bataille. Parmi les navires finlandais, le plus gros dommage est subi par la canonnière auxiliaire Viena lors d'une attaque aérienne soviétique lors de son mouillage. Le navire a failli couler mais a quand même pu retourner à Helsinki pour des réparations.

### Conclusion
Les unités soviétiques s'emparent des petites îles voisines lors d'une série de débarquements à petite échelle le 6 juillet et poursuivent l'offensive sur le continent au nord le 7 juillet. À cette époque, la 122e division d'infanterie allemande commence à reprendre les positions défensives des Finlandais. Ses quatre bataillons d'artillerie ont déjà pris part à la bataille pour les îles dès les premiers jours de juillet. L'artillerie allemande comprend un bataillon de canons d'assaut StuH 42, qui tirent sur les péniches de débarquement soviétiques à bout portant depuis les rives de la baie. Sur Hapenensaari, des éléments de la 224e division débarquent au moment où les Allemands relèvent les Finlandais. La bataille sur l'île se poursuit toute la nuit et, au matin du 8 juillet, les troupes soviétiques sont repoussées. La dernière tentative de débarquement de la 59e armée a lieu sur la côte nord-ouest du golfe de Vyborg le 9 juillet. La 224e division réussit à diriger un bataillon contre le cap Haryuniemi. Un seul cotre s'approche du cap avec 25 soldats, qui seront tués ou capturés par les Allemands en une heure. Le bataillon perd au total environ 150 hommes. Les détachements de débarquement envoyés vers le cap Niemilautta depuis Teikari ne réussissent qu'à capturer l'île de Koivusaari, tandis que les Allemands repoussent d'autres tentatives de débarquement. Après le 9 juillet, la 59e armée cesse ses opérations offensives dans l'archipel. Les 224e et 124e divisions de fusiliers subissent de lourdes pertes et sont donc incapables de poursuivre leurs attaques, le front de la baie de Vyborg se stabilisant jusqu'à la fin de la guerre de Continuation le 4 septembre.
Lors de la bataille de la baie de Vyborg, la 224e division de fusiliers perd 2 623 hommes, soit plus de la moitié de ses effectifs, entre le 30 juin et le 9 juillet, dont 1 280 tués, 1 167 blessés et 176 disparus. Les pertes de la 124e division de fusiliers dans la bataille s'élèvent à environ 500 hommes.

## Conséquences
Au cours de batailles coûteuses, les 124e et 224e divisions de fusiliers de la 59e armée soviétique réussissent à capturer les îles dominant la baie de Vyborg, mais ne parviennent pas à obtenir une tête de pont sur la rive nord de la baie. La tentative initiale de Tali-Ihantala et le corridor de la baie de Vyborg étant bloqués, le front de Léningrad tournera son attention vers les batailles encore indécises faisant rage dans la région d'Äyräpää-Vuosalmi.